# Flabellum laciniatum
Espèce
Synonymes
- Flabellum laciniatum var. messum Alcock, 1902 †[2]
- Phyllodes laciniatum Philippi, 1841 † - protonyme[2]

Flabellum laciniatum est une espèce éteinte de coraux de la famille des Flabellidae.

## Publication originale
- (de) Rodolfo Amando Philippi, « Ecmesus und Phyllodes, zwei neue Genera fossiler Korallen », Neues Jahrbuch für Mineralogie, Geognosie, Geologie und Petrefaktenkunde, Stuttgart, E. Schweizerbart (d), vol. 1841,‎ 1841, p. 662-665 (ISSN 0934-7097, OCLC 5472523, lire en ligne).